# 坂下站
坂下站（日语：／ Sakashita eki */?）是屬於東海旅客鐵道（JR東海）中央本線的鐵路車站，位於日本岐阜縣中津川市坂下。

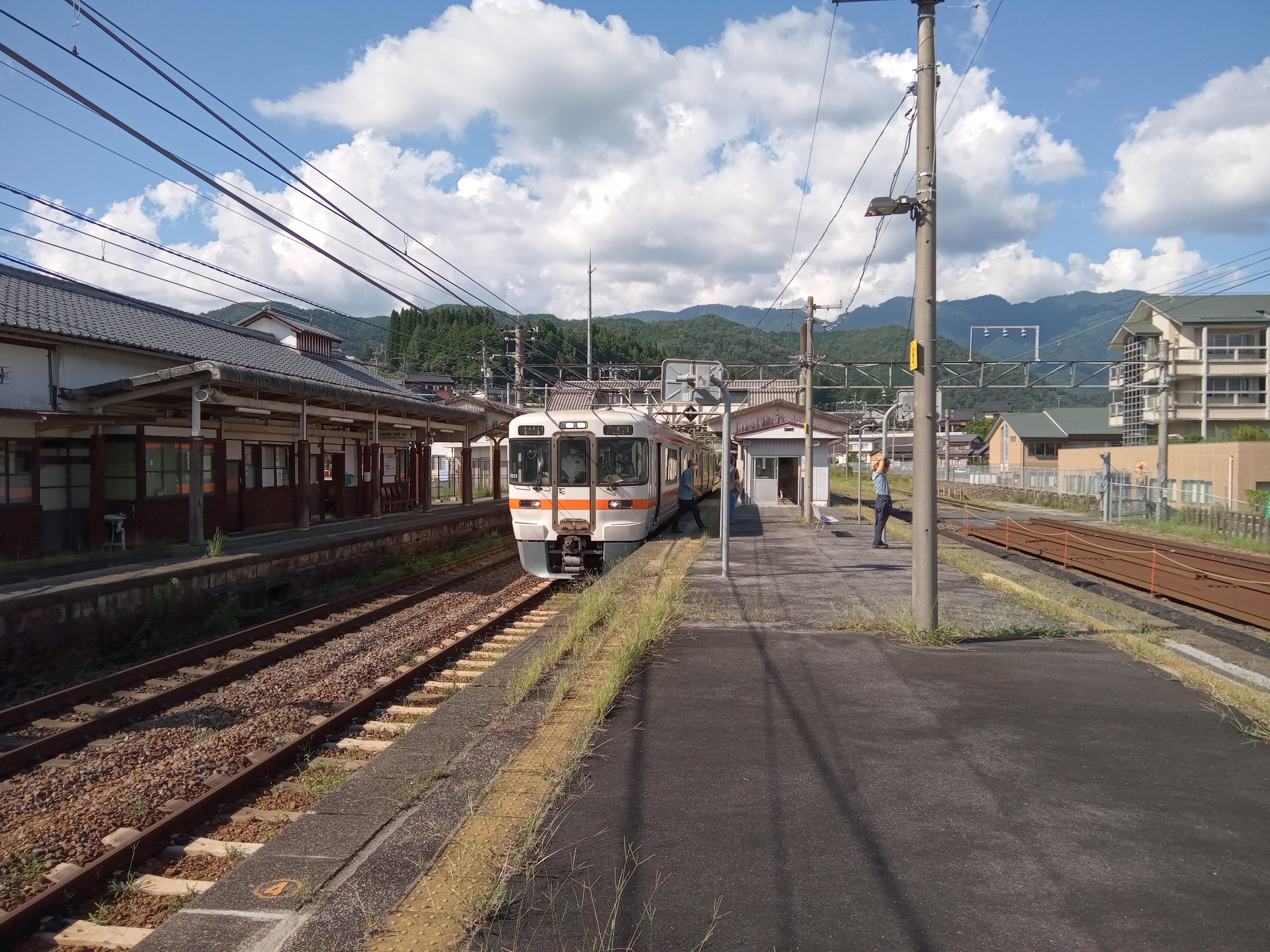
月台（2022年8月）

## 歷史
- 1908年（明治41年）8月1日：開業，為鐵道省的一個車站。
- 1949年（昭和24年）6月1日：成為日本國有鐵道的一個車站。
- 1970年（昭和45年）10月19日：貨運業務停止辦理。
- 1985年（昭和60年）3月14日：行李業務停止辦理。
- 1987年（昭和62年）4月1日：國鐵分割民營化，成為東海旅客鐵道的一個車站。

## 車站結構
本站為擁有側式月台1面1線和島式月台1面2線的地面車站。

### 月台配置
| 月台 | 路線     | 方向 | 目的地             |
| ---- | -------- | ---- | ------------------ |
| 1    | 中央本線 | 下行 | 木曾福島、長野方向 |
| 2、3 | 中央本線 | 上行 | 中津川、名古屋方向 |

## 车站周边
- 中津川市坂下綜合事務所（舊坂下町役場）
- 坂下郵政局
- 中津川市立坂下小学
- 中津川市立坂下中学
- 岐阜县立坂下高等学校
- 国民健康保险坂下医院
- 坂下神社
- 出雲福德神社
- 木曾川
- 国道19号
- 国道256号

## 相鄰車站
東海旅客鐵道（JR東海）
 中央本線
■快速、■普通
田立－坂下－落合川